# Rapax Team
Piquet Sports, также известная как Minardi Piquet Sports или Minardi by Piquet Sports, бразильско–итальянская автогоночная команда. Команда была создана в 2000 году трёхкратным чемпионом Формулы-1 Нельсоном Пике. В 2007 был произведён ребрендинг и команда стала называться "Minardi Piquet Sports" после объединения с командой "GP Racing". В 2008 команда убрала из названия "Minardi" и теперь команда называется "Piquet Sports".

## История

### 2000-2004: Создание и первые успехи в Формуле-3

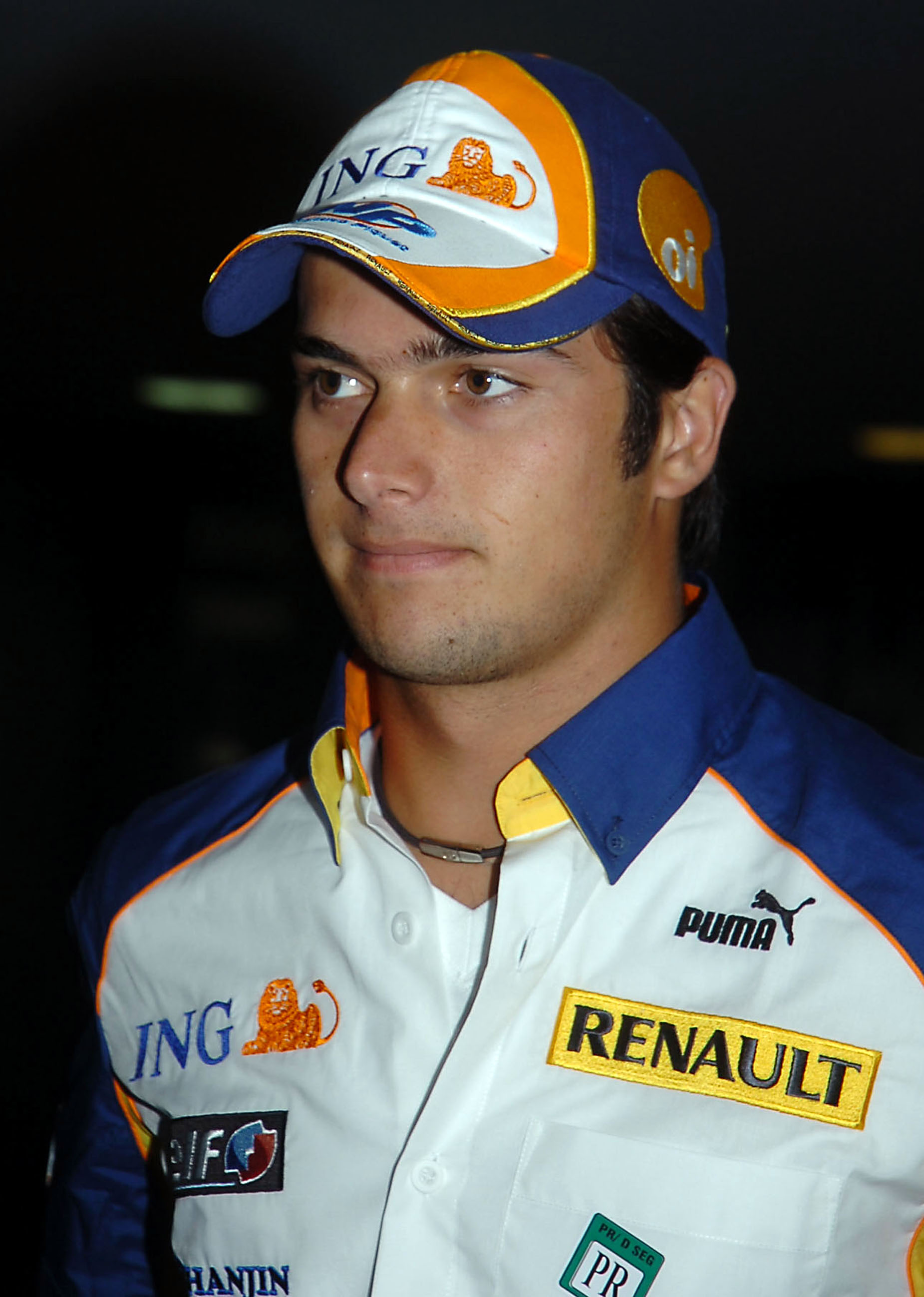
Piquet Sports в первую очередь для помощи Нельсиньо Пике в продвижении его карьеры

Piquet Sports была создана в 2000 году бразильцем Нельсоном Пике трёхкратным чемпионом Формулы-1 для его сына Нельсиньо Пике вместе с Филипе Варгасом, менеджером команды. Первой серией для команды стала Южноамериканская Формула-3, где Пике-младший в первой же гонке заработал второе место и выиграл спустя четыре гонки в Касквеле. Молодой бразилец завершил сезон пятым с 77 очками, в то время как Piquet Sports получила четвёртое место в командном зачёте с теми же 77 очками.
Команда продолжила выступление в серии в следующем году, где заработали 13 побед в 18 гонках, что принесло Пике-младшему 296 очков и титулы в личном и командном зачёте для Piquet Sports с отрывом более чем в 100 очков от ближайшего соперника Данило Дирани. Интерес команды пересёк Атлантический океан в 2003 для участия в Британской Формуле-3. Команда хорошо провела свой дебютный сезон вместе с Пике-младшим. Он заработал шесть побед и пять подиумов, набрав 231 очко, что принесло ему третье место в личном зачёте позади Алана ван дер Мерве и Джейми Грин.
Прорыв команды пришёлся на сезон 2004 года, Пике-младший проводивший свой второй сезон в британском чемпионате, стал напарником Алехандре Неграо. В итоге они принесли команде чемпионские титулы в обоих зачётах.

### 2005-: GP2
Команда перешла в новую серию GP2, заменившую Формулу-3000, в качестве серии поддержки Формулы-1. Команда выставила своих чемпионов Неграо и Пике-младшего. Британская команда HiTech Racing заключила соглашение с командой, но оно было расторгнуто после сезон 2005. Команда завершила сезон шестой вместе с победой Пике на трассе Спа-Франкоршам.
сезон 2006 года стал самым успешным для команды, вместе с Пике-младшим. Он заработал четыре победы и сражался за титул с Льюисом Хэмилтоном. Тем не менее бразилец отстал на 12 очков от британца, а команда упустила у ART Grand Prix титул в командном зачёте.
Пике-младший ушёл из команды в конце 2006 в Renault, в качестве тест-пилота, испанец Рольдан Родригес занял его место. Команда также сменила име после объединения с командой GP Racing by Minardi на «Minardi by Piquet Sports». Новое название мало использовалось, в сезоне 2007 года Неграо не справился с ролью лидера команды и всего лишь один раз финишировал на подиуме. Команда завершила сезон за пределами топ-10 с 22 очками.
В 2008 у команды были некоторые успехи. Итальянец Марко Бананоми одержал одну победу в новой Азиатской серии. Также команда подписала контракты с Андреасом Цубером и Пастор Мальдонадо, победителем прошлогодней гонки в Монако и заработал поул-позицию на первом этапе сезона в Барселоне.
В сезоне 2009 года в команду вернулся Родригес и пришёл гонщик Durango Альберто Валерио.

## Противоречия
За всё время своего существования, с Piquet Sports было много противоречий, наиболее примечателен 2002 год, когда Пике-младший выиграл титул. Многие команды подавали протесты за незаконные тесты по ходу сезона, но Piquet Sports избежала наказания.

## Результаты
| Результаты выступлений в GP2 | Результаты выступлений в GP2 | Результаты выступлений в GP2 | Результаты выступлений в GP2 | Результаты выступлений в GP2 | Результаты выступлений в GP2 | Результаты выступлений в GP2 | Результаты выступлений в GP2 | Результаты выступлений в GP2 |
| Год                          | Болид                        | Пилоты                       | Победы                       | Поулы                        | БК                           | Очки                         | ЛЗ                           | КЗ                           |
| ---------------------------- | ---------------------------- | ---------------------------- | ---------------------------- | ---------------------------- | ---------------------------- | ---------------------------- | ---------------------------- | ---------------------------- |
| 2005                         | Dallara-Mecachrome           | Нельсиньо Пике               | 1                            | 0                            | 0                            | 46                           | 8                            | 6                            |
| 2005                         | Dallara-Mecachrome           | Алехандре Неграо             | 0                            | 0                            | 0                            | 4                            | 19                           | 6                            |
| 2006                         | Dallara-Mecachrome           | Нельсиньо Пике               | 4                            | 6                            | 3                            | 102                          | 2                            | 2                            |
| 2006                         | Dallara-Mecachrome           | Алехандре Неграо             | 0                            | 0                            | 0                            | 13                           | 13                           | 2                            |
| 2007                         | Dallara-Mecachrome           | Алехандре Неграо             | 0                            | 0                            | 0                            | 8                            | 20                           | 11                           |
| 2007                         | Dallara-Mecachrome           | Рольдан Родригес             | 0                            | 0                            | 0                            | 14                           | 17                           | 11                           |
| 2008                         | Dallara-Mecachrome           | Пастор Мальдонадо            | 1                            | 2                            | 4                            | 60                           | 5                            | 3                            |
| 2008                         | Dallara-Mecachrome           | Андреас Цубер                | 0                            | 0                            | 1                            | 32                           | 9                            | 3                            |

- ЛЗ = позиция в личном зачёте, КЗ = позиция в командном зачёте, БК = количество быстрых кругов.